# Arnold Székely
Dans le nom hongrois Székely Arnold, le nom de famille précède le prénom, mais cet article utilise l’ordre habituel en français Arnold Székely, où le prénom précède le nom.
Pour les articles homonymes, voir Szekely.
Arnold Székely (Budapest, 6 novembre 1874 – Montréal, 24 septembre 1958) est un pianiste et professeur hongrois.

## Biographie
Destiné a une carrière juridique, Székely entre cependant à l'Académie de Musique en 1898. Il est élève d'István Thomán (un des élèves préférés de Franz Liszt) pour le piano et la dernière année travaille avec Kálmán Chován. Il se perfectionne avec Ferruccio Busoni, à Berlin. En 1905, il est retourné en Hongrie, et en 1907 enseigne à l'académie de Musique où, de 1920 à 1939, il est professeur de piano. Il se produit en concert en Hongrie et en Europe avec encore plus de succès. En 1939, à soixante-cinq, bien qu'ayant atteint l'âge de la retraite, il enseigne à l'École de musique Fodor (aujourd'hui Tóth Aladár). En 1948, à Paris il tient une conférence sur la pédagogie musicale. En 1951, il s'installe au Canada et – en dépit de son âge – enseigne et donne des concerts.
Arnold Székely est un excellent pédagogue de la musique. Un certain nombre de ses disciples sont célèbres : Antal Doráti, Edith Farnadi, Annie Fischer, Andor Földes, Pál Kadosa, Louis Kentner, György Kósa, Lívia Rév et Georg Solti.

## Sources
- Szabolcsi Bence et Tóth Aladár, Zenei lexikon III. (O–Z). Főszerk. Bartha Dénes. Átd. kiadás. Budapest, Zeneműkiadó, 1965.p. 440
- Rákai Zsuzsanna: Székely Arnold – Liszt Ferenc Zeneművészeti Egyetem
- Magyar életrajzi lexikon II. (L–Z).  Főszerk. Kenyeres Ágnes. Budapest, Akadémiai, 1969.
- Magyar zsidó lexikon. Szerk. Ujvári Péter. Budapest, Magyar zsidó lexikon, 1929.